# Rafael Alberti

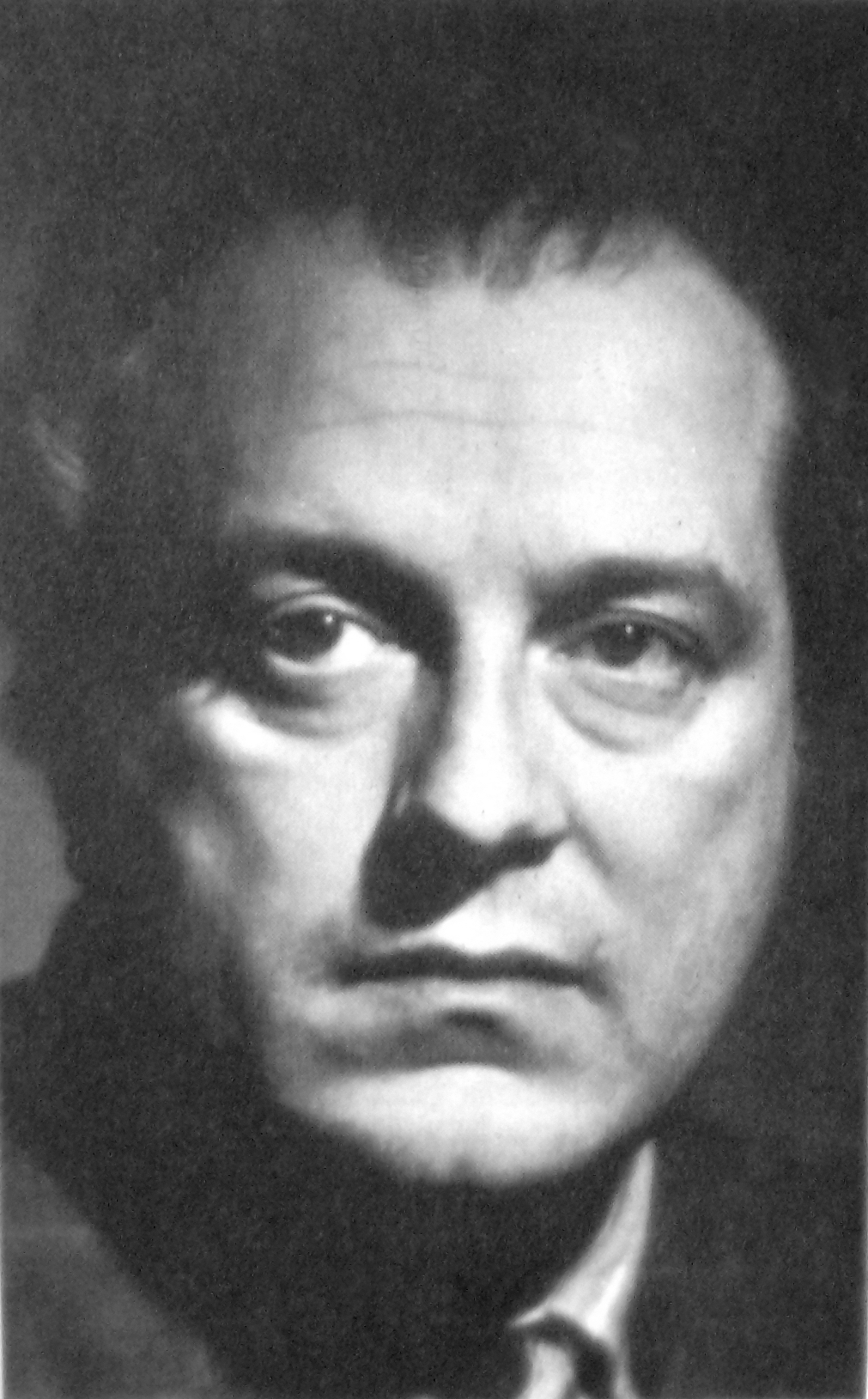
Rafael Alberti

Rafael Alberti Merello (16 tháng 12 năm 1902 – 27 tháng 10 năm 1999) – nhà thơ, nhà soạn kịch Tây Ban Nha.

## Tiểu sử
Rafael Alberti sinh ở El Puerto de Santa María, tỉnh Cádiz. Năm 1917 gia đình chuyển về Madrid, Rafael học vẽ. Từ năm 1920 bắt đầu làm thơ. Tập thơ đầu tay Marinero en tierra (Thủy thủ trên bờ) in năm 1925 được trao giải Văn học Quốc gia. Tiếp đó là các tập thơ El alba de alhelí (Hoa của bình minh, 1927), Sobre los ángeles (Về những Thiên thần, 1929)… lần lượt được xuất bản. Năm 1927 Rafael Alberti trở thành một trong những người sáng lập phong trào văn học Thế hệ năm 27.
Năm 1930 Rafael Alberti cưới nữ nhà văn María Teresa León. Năm 1931 ông gia nhập Đảng cộng sản Tây Ban Nha. Năm 1932 sang thăm Liên Xô. Năm 1933 thành lập tạp chí Octubre tập hợp những trí thức cách mạng của Tây Ban Nha. Năm 1934 ông cùng vợ sang Liên Xô dự Đại hội Nhà văn Liên Xô lần thứ nhất.
Những năm nội chiến ở Tây Ban Nha (1936 – 1939) ông đứng về phía những người cộng hòa. Sau khi phe cộng hòa thất bại ông rời Tổ Quốc sang sống ở Pháp (1939 – 1940) sau đó sang Argentina. Từ năm 1964 đến năm 1977 ông sống ở Ý. Tháng 5 năm 1977, sau khi Franco chết, ông trở về Tây Ban Nha. Năm 1981 ông được trao Giải thưởng kịch Quốc gia (Nacional de Teatro), năm 1983 – giải Cervantes. Ngoài ra, ông còn được nhận giải Lenin de la Paz của Liên Xô (1964), giải Roma de Literatura của Ý (1991). Năm 1985 ông được trao bằng Tiến sĩ danh dự của Đại học Cádiz. Năm 1995 ông được trao bằng Tiến sĩ danh dự của Đại học Valencia.
Rafael Alberti mất ngày 27 tháng 10 năm 1999.

## Tác phẩm

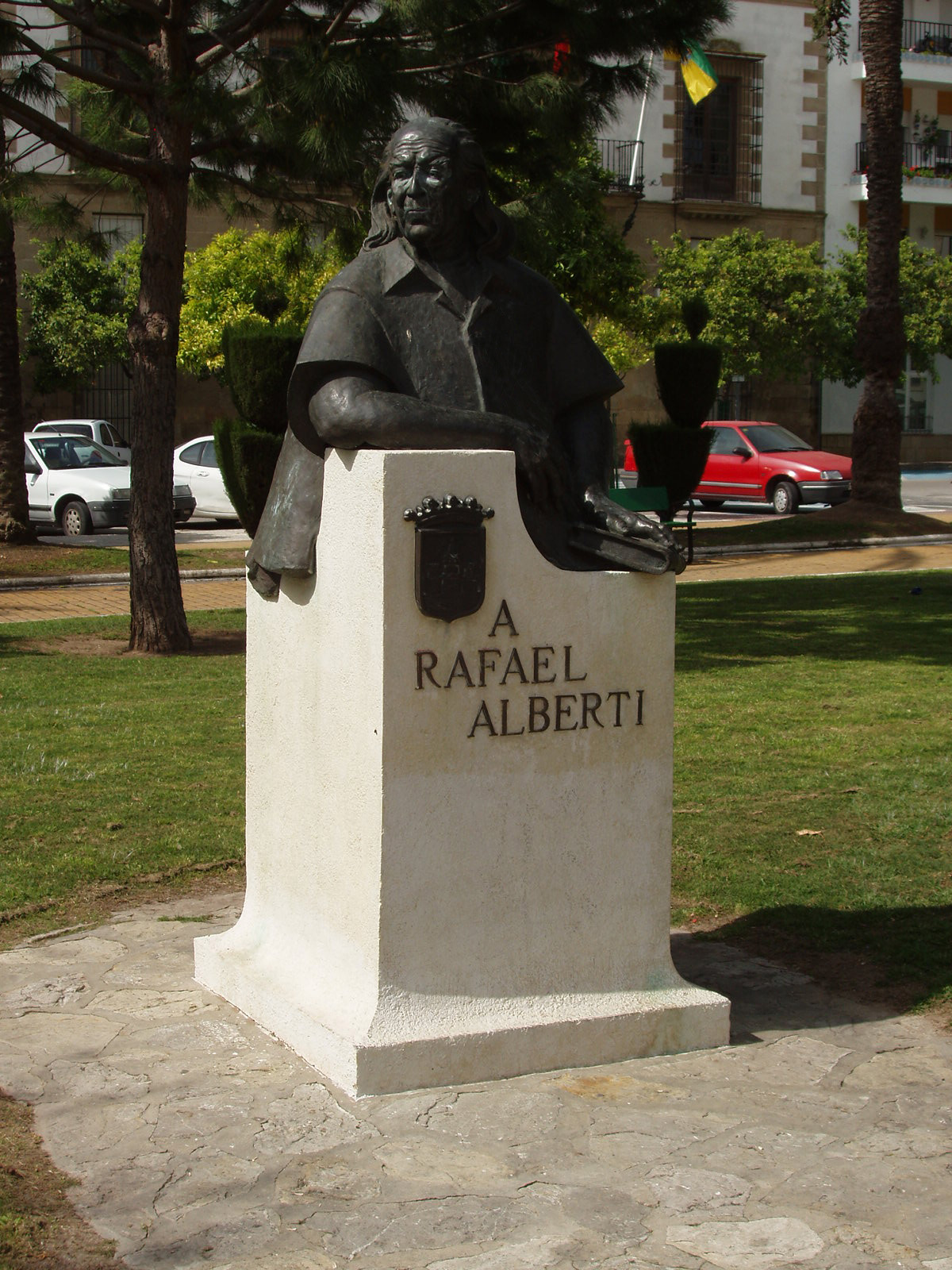
Tượng Rafael Alberti

- Marinero en tierra, M., Biblioteca Nueva, 1925 (Premio Nacional de Literatura).
- La amante, Málaga, Litoral, 1926.
- El alba de alhelí, Santander, 1927 (Edición privada de José María de Cossío).
- Domecq (1730-1928). Poema del Ilmo. Sr. Vizconde de Almocadén, Jerez de la Frontera, Jerez ndustrial, 1928.
- Cal y canto, M., Revista de Occidente, 1929.
- Yo era un tonto y lo que he visto me ha hecho dos tontos, publicado por primera vez en distintos números de La Gaceta Literaria, 1929.
- Sobre los ángeles, M., CIAP, 1929.
- El poeta en la calle (1931-1935), Aguilar, Madrid, 1978. Publicado por primera vez en Poesía (1924-1937).
- Consignas, M., octubre de 1933.
- Un fantasma recorre Europa, M., La tentativa poética, 1933.
- Poesía (1924-1930), M., Ediciones del Árbol(Cruz y Raya), 1935.
- Versos de agitación, México, Edit. Defensa Roja, 1935.
- Verte y no verte. A Ignacio Sánchez Mejías, México, N. Lira, 1935.
- 13 bandas y 48 estrellas. Poemas del mar Caribe, M., Manuel Altolaguirre, 1936.
- Nuestra diaria palabra, M., Héroe, 1936.
- De un momento a otro (Poesía e historia), M., Europa-América, 1937.
- El burro explosivo, M., Edic. 5º Regimiento, 1938.
- Poesías (1924-1937), M., Signo, 1938.
- Poesías (1924-1938), Bs. As., Losada, 1940.
- Entre el clavel y la espada (1939-1940), Bs. As., Losada, 1941. Dibujos de Rafael Alberti.
- Pleamar (1942-1944), Bs. As., Losada, 1944.
- Poesía (1924-1944), Bs. As., Losada, 1946.
- A la pintura, Bs. As., Imprenta López (Edición privada).
- A la pintura. Poema del color y la línea (1945-1948), Bs. As., Losada, 1948.
- Coplas de Juan Panadero. (Libro I), Montevideo, Pueblos Unidos, 1949 (2ª edición ampliada). Dibujos de Toño Salazar.
- Buenos Aires en tinta china, Bs. As., Losada, 1952. Dibujos de Attilio Rossi.
- Retornos de lo vivo lejano, Bs. As., 1952.
- A la pintura (1945-1952) 2ª edic. aumentada, Bs. As., Losada, 1953.
- Oda marítima seguido de Baladas y canciones del Paraná (1953), Bs. As., Losada, 1953.
- Balada y canciones del Paraná, Bs. As., Losada, 1954.

## Một số bài thơ
| Federico Federico. Tôi đi trên phố Pinar Tìm ngôi nhà anh ở. Đến nơi tôi gõ cửa. Nhưng anh chẳng có nhà. Federico. Anh cười như mọi người. Anh tìm ra những lời Không ai tìm thấy cả. Tôi đến nơi anh ở. Mà anh chẳng có nhà. Federico. Giờ bên sông Aniene Cây của anh tươi tốt. Tôi và ngọn gió hát Về anh, anh có nghe. Roma, nguy hiểm cho người đi bộ Đừng ngắm nhìn di tích ở Roma Khi bạn đến Roma mà đi bộ Cần cả trăm đôi mắt mở thật to Bạn là nô lệ ở trên đường phố. Đừng ngắm nhìn vẻ đẹp bao kỳ quan Bao cung điện, mái vòm, đài phun nước Đang chờ bạn cả hàng ngàn cái chết Nếu bạn thờ ơ, cái chết rất gần. Nhìn phải trái nếu bạn muốn qua đường Đèn xanh đỏ để dừng hay đi tiếp Dù muốn dù không vẫn phải quan tâm. Nếu muốn sống – hãy làm chim bồ câu Nếu muốn chết – đến Roma đi bộ Hồn bơ vơ trong phố nhỏ u sầu. Người bị thương – Hãy tặng anh chiếc khăn nào, em gái Để anh đem buộc vết thương… – Em biết chọn cho anh khăn nào vậy Màu nghệ tây hay màu hồng? – Màu nào cũng được. Ngực anh máu đỏ. Máu thành tia đang chảy xuống tay anh. Nhưng con tim của mình, em hãy nhớ Đem thêu vào từng góc của trái tim. | Federico Federico. Voy por la calle del Pinar para verte en la Residencia. Llamo a la puerta de tu cuarto. Tú no estás. Federico. Tú te reías como nadie. Decías tú todas tus cosas como ya nadie las dirá. Voy a verte a la Residencia. Tú no estás. Federico. Por estos montes del Aniene, tus olivos trepando van. Llamo a sus ramas con el aire. Tú sí estás. Roma, peligro para caminantes Trata de no mirar sus monumentos, caminante, si a Roma te encaminas. Abre cien ojos, clava cien retinas, esclavo siempre de los pavimentos. Trata de no mirar tantos portentos, fuentes, palacios, cúpulas, ruinas, pues hallarás mil muertes repentinas -si vienes a mirar-, sin miramientos. Mira a diestra, a siniestra, al vigilante, párate al ¡alto!, avanza al ¡adelante!, marcha en un hilo, el ánimo suspenso. Si vivir quieres, vuélvete paloma; si perecer, ven, caminante a Roma, alma garaje, alma garaje inmenso. El herido —Dame, tu pañuelo, hermana, que vengo muy mal herido. —Dime qué pañuelo quieres, si el rosa o color de olivo. —Quiero un pañuelo bordado, que tenga en sus cuatro picos tu corazón dibujado. Bản dịch của Nguyễn Viết Thắng |